# ببنوو (استان اشوی‌داشکسیه)
ببنوو (به لهستانی: Bębnów) یک منطقهٔ مسکونی در لهستان است که در گمینا گووارچوو واقع شده‌است. ببنوو ۳۸۰ نفر جمعیت دارد.